# Mirafuentes
Mirafuentes là một đô thị trong tỉnh và cộng đồng tự trị Navarre, Tây Ban Nha. Đô thị này có diện tích là 2,8 ki-lô-mét vuông, dân số năm 2006 là 48 người với mật độ người/km². Mirafuentes có cự ly 72 km so với tỉnh lỵ Pamplona.